# Nachnutzung
Der Begriff Nachnutzung beschreibt eine Nutzung, die sich an die ursprünglich gedachte Funktion bzw. den ursprünglichen Gebrauch anschließt.
Besonders häufig findet er Verwendung für Gebäude und Gelände (siehe Nutzung (Gebäude)#Nachnutzung).
Ebenfalls häufig wird er für digitale Inhalte (Digitale Medien und Software) verwendet, besonders für solche, die unter einer freien Lizenz verbreitet werden.